# Марица Бустаманте
Марица Бустаманте (на английски: Maritza Bustamante) е венецуелска актриса и модел. Тя става известна с участията си във венецуелски теленовели на телевизионната компания „Venevisión“.

## Биография
Марица е родена на 26 септември 1980 г. в Каракас, Венецуела. Като дете тя е била танцьорка и то благодарение на майка си, която по това време е била известна балерина и това накарало Марица да се обърне към това изкуство. Вече като пораснала започнала да се интересува и от телевизия съответно и актьорското майсторство и така един ден се явява на прослушване за теленовелата „Mas que amor... frenesi“. Получава ролята и играе в нея героинята Мария Фернанда Лопес и така нейната кариера в този бранш започва да върви постепенно нагоре.
През 2010 г. подписва договор с компанията Telemundo като нейната първа теленовела за тази компания е участието и в „Жестока любов“ в ролята на Даниела Валдири. През същата година участва и в теленовелата Призракът на Елена в ролята на Корина Сантандер, където си партнира с Елисабет Гутиерес, Сегундо Сернадас, Ана Лайевска, Кати Барбери и др.  През 2012 г. тя участва в Опасни връзки, който е римейк на испанския сериал „Física o química“ (Физика или Химия).

## Филмография
| Година | Заглавие                | Роля                         |
| ------ | ----------------------- | ---------------------------- |
| 2000   | Не любов, а лудост      | Мария Фернанда Лопес Фахардо |
| 2000   | Guerra de mujeres       |                              |
| 2001   | Семейство Гонсалес      |                              |
| 2003   | Предадена               | Дженифър Карденас            |
| 2003   | Непокорен ангел         | Мариелита Коварубиас         |
| 2000   | Amarte así              | Барби                        |
| 2005   | Любовта няма цена       | Федерика 'Кика' Мендес       |
| 2006   | Моят живот - това си ти | Беатрис 'Бети'               |
| 2007   | Заложница на съдбата    | Кармело Васкес               |
| 2008   | Вихър от страсти        | Ана Хулия Брисено Мендисабал |
| 2010   | Грешница                | Барби                        |
| 2010   | Жестока любов           | Даниела Валдири              |
| 2010   | Призракът на Елена      | Корина Сантандер             |
| 2012   | Опасни връзки           | Ана Конде (Анаконда)         |
| 2012   | Тайните на Лусия        | Бони Кабейо                  |